# Municipio de Lund (Minnesota)
El municipio de Lund (en inglés: Lund Township) es un municipio ubicado en el condado de Douglas en el estado estadounidense de Minnesota. En el año 2010 tenía una población de 325 habitantes y una densidad poblacional de 3,48 personas por km².

## Geografía
El municipio de Lund se encuentra ubicado en las coordenadas 46°3′26″N 95°42′55″O / 46.05722, -95.71528. Según la Oficina del Censo de los Estados Unidos, el municipio tiene una superficie total de 93.31 km², de la cual 73,41 km² corresponden a tierra firme y (21,33 %) 19,9 km² es agua.

## Demografía
Según el censo de 2010, había 325 personas residiendo en el municipio de Lund. La densidad de población era de 3,48 hab./km². De los 325 habitantes, el municipio de Lund estaba compuesto por el 98,15 % blancos, el 1,54 % eran amerindios y el 0,31 % eran de una mezcla de razas. Del total de la población el 0,62 % eran hispanos o latinos de cualquier raza.